# 여제
여제(女帝, 문화어: 녀제)는 제국에서 여성인 황제의 칭호로서, 여황제(중국어: 女皇帝), 여황(베트남어: Nữ hoàng), 여성천황(일본어: 女性天皇)이라고 부른다.